# Messe in C-Dur (Beethoven)
Die Messe in C-Dur op. 86 von Ludwig van Beethoven entstand von März bis August 1807 im Auftrag von Fürst Nikolaus II. von Esterházy zum Namenstag von dessen Frau Maria Josepha Hermengilde von Liechtenstein.

## Entstehung
Beethoven stand zur Zeit der Komposition seiner ersten Messvertonung unter dem Vorbild der von seinem Lehrer Joseph Haydn komponierten Messen, die er als »unnachahmliche Meisterstücke« ansah und während seiner Kompositionsarbeit auch studierte. Dies findet seinen Ausdruck darin, dass Beethovens Skizzen zum Gloria seiner C-Dur-Messe, wie im Jahre 1991 der Musikwissenschaftler Jeremiah W. McGrann und unabhängig von ihm auch Alan Tyson entdeckte, auch zwei Stellen aus Haydns Schöpfungsmesse enthalten.
Die Messe wurde am 13. September 1807 in Eisenstadt uraufgeführt. Da dem Fürsten die Messe nicht zusagte, widmete Beethoven sie bei der Drucklegung dem Fürsten Ferdinand von Kinsky.
Teile der Messe wurden am 22. Dezember 1808 am Theater an der Wien aufgeführt. (An diesem Abend wurden daneben noch die 5. Sinfonie, die 6. Sinfonie, das 4. Klavierkonzert sowie die Chorfantasie op. 80 uraufgeführt).
Beethoven distanzierte sich mit dieser Messe von den traditionellen Messvertonungen und behandelte den Text nach eigener Angabe so, „wie er noch wenig behandelt worden“. Die berühmteste Messe von Beethoven wurde allerdings dann die Missa solemnis.

## Satzbezeichnungen
1. Kyrie
2. Gloria (Qui tollis – Quoniam)
3. Credo
4. Sanctus (Benedictus – Osanna)
5. Agnus Dei (Dona nobis pacem)

## Wirkung
Beethovens Sekretär und späterer Biograf Anton Schindler berichtete eine Anekdote, die auch der Beethoven-Biograf Alexander Wheelock Thayer aufgegriffen hat. Der die Stilistik Haydns gewohnte Fürst Esterházy habe auf die C-Dur-Messe den als adelskritisch bekannten Beethoven spontan gefragt: »Aber, lieber Beethoven, was haben Sie denn da wieder gemacht?«, was von Esterházys Hofkapellmeister Johann Nepomuk Hummel, der bereits einige Messen für den Fürsten geschrieben hatte, mit einem schadenfrohen Lachen quittiert worden sei. Beethoven, dem der Fürst anlässlich der Komposition der C-Dur-Messe zudem eine minderwertige Unterkunft zugewiesen hatte, habe daraufhin wütend die Stadt verlassen. Beethoven-Biograf Maynard Solomon bezweifelte den Wahrheitsgehalt dieser Anekdote, da ein Aufenthalt Beethovens in Eisenstadt von weiteren drei Tagen nach der Uraufführung verbürgt ist. Aus Sicht des Beethoven-Biografen Elliot Forbes spricht die Umwidmung an den Fürsten Kinsky jedoch dafür, dass der berichtete Vorfall tatsächlich stattfand. Belegt ist Esterhazys Ablehnung der Messe jedenfalls durch einen undatierten Brief an Gräfin Henriette Zielinska:

« La messe de Beethoven est insuportablement ridicule et detestable, je ne suis pas convaincu qu’elle puisse meme paroitre honêtement: J’en suis colerè et honteux. »

„Die Messe von Beethoven ist unerträglich, lächerlich und scheußlich, ich bin nicht davon überzeugt, dass sie anständig aufzuführen wäre: ich bin wütend und es tut mich schämen.“

E. T. A. Hoffmann hatte erwartet, in der Messe jene gewaltige Kraft vorzufinden, die er auch aus Beethovens 5. Sinfonie kannte, äußerte sich dann aber in seiner Rezension von 1813 über »den Ausdruck eines kindlich heitern Gemüths« überrascht, »das, auf seine Reinheit bauend, gläubig der Gnade Gottes vertraut und zu ihm fleht, wie zu dem Vater, der das Beste seiner Kinder will und ihre Bitten erhört«. Im c-Moll-Abschnitt des Agnus Dei vernahm Hoffmann ein »Gefühl inniger Wehmuth, die aber das Herz nicht zerreisst, sondern ihm wohlthut, und sich, wie der Schmerz, der aus einer andern Welt gekommen, in überirdische Wonne auflöst«.